# Johannes Wier

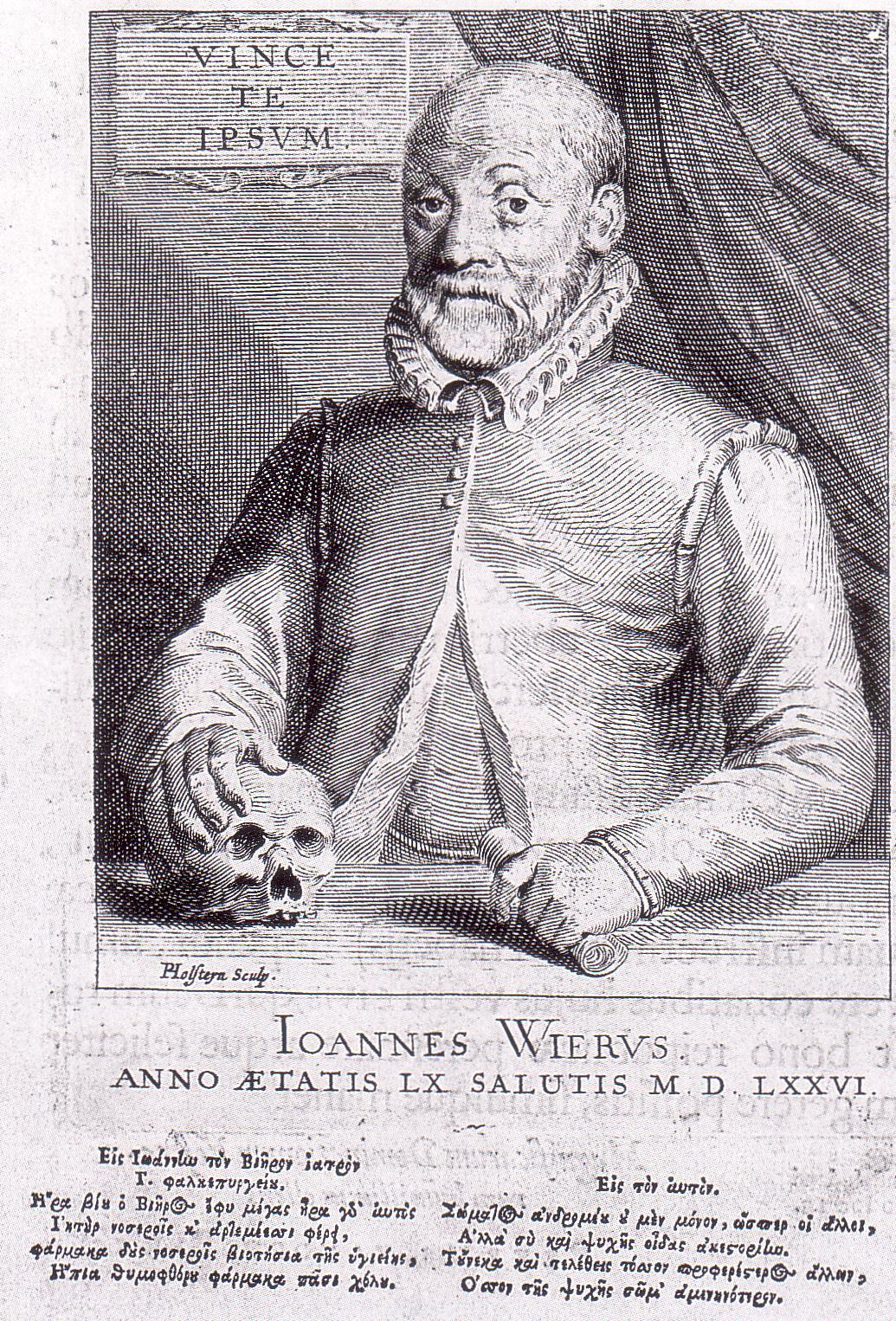
Johannes Wier in Opera omnia (Collectie Katholieke Universiteit Leuven, Maurits Sabbebibliotheek). In 1659-60 zag de Amsterdammer Pieter Montanus het als zijn taak om een verzameld werk uit te brengen. Pieter Holsteyn de jongere tekende dit portret op basis van het hier bovenstaande, en spiegelde het beeld.

Johannes Wier (Grave, 1515 ? – Tecklenburg, 24 februari 1588), (ook Weyer of Wierus) of Piscinarius was een Nederlands arts die als een van de eersten protesteerde tegen de heksenvervolgingen. Hij geldt als een grondlegger van de psychiatrie en mensenrechtenverdediger avant la lettre. Hij publiceerde over zeldzame ziektes, bezeten vrouwenkloosters, seksueel misbruik, Faust en de rattenvanger van Hamelen. Wier beïnvloedde tijdgenoten zoals Michel de Montaigne en de latere denkers Jacobus Scheltema, Sigmund Freud, Karl Marx en Victor Hugo. Zijn lijfspreuk was "Vince te ipse!" ('Overwin jezelf!').

## Denkbeelden en verwezenlijkingen

### Over hekserij
Onderstaande denkbeelden van Johannes Wier stroken niet met de tijdsgeest van de 16de eeuw:
- Folteren leidt niet tot betrouwbare bekentenissen.
- Het toetsen van bekentenissen en de analyse van het 'bewijsmateriaal' is noodzakelijk.
- De waterproef is zinloos. Zijn tegenstander Martín del Río zou dit ook beweren.
- De heksensabbat en het duivelspact zijn een droom of inbeelding.
- Heksen vliegen niet door de lucht.
- Wie beweert te toveren, is een goochelaar of een bedrieger.
- In de bijbel komt geen heksensekte voor.
- Wie duivelse stemmen hoort, heeft een stoornis.
- De duivel, de grootmeester van het bedrog, verricht geen wonderen, hij wekt enkel de schijn.
- Natuurlijke verschijnselen zoals de echo, geschreeuw van trekvogels, dwaallichten of onweer doen naïevelingen geloven in spoken.

Andere sceptici uit de zestiende eeuw -witte raven- waren de jezuïet Friedrich Spee van Langenfeld, de Italiaanse humanist Pietro Pomponazzi, de Engelse politierechter Reginald Scot, de spiritualist, glasschilder en 'lekenhervormer' uit Delft David Joris, de Mecklenburgse rechtsgeleerde J.G. Godelmann, wiens opvattingen dicht aansluiten bij die van Wier en de katholieke intellectueel Cornelis Loos uit Gouda die even pastoor was van de Kapellekerk in Brussel. Hun kritische stemmen kwamen vóór het hoogtepunt van de heksenvervolgingen in Vlaanderen tussen 1590 en 1610.

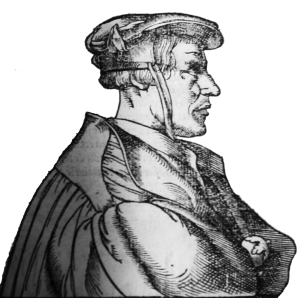
Agrippa in Libri tres de occulta philosophia

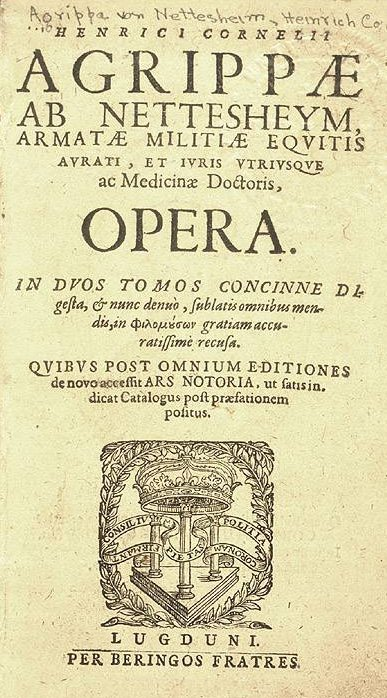
De Drie boeken over occulte filosofie van Agrippa dragen bij tot de renaissance-discussie over rituele magie en godsdienst. De boeken behandelen magie en beschrijven de vier elementen, de astrologie, de kabbala, de getallen, de engelen, de namen van God. Wier kende het werk goed.

### Gynaecologische bijdragen
In de Middeleeuwen is gynaecologie uitsluitend het domein van vroedvrouwen. In de zestiende eeuw komt de praktijk aarzelend en in de zeventiende eeuw uitsluitend in mannenhanden. Voor Wier was het niet evident om vrouwen te onderzoeken. Wier schreef gynaecologische bijdragen over het maagdenvlies, de menstruatie, een baarmoederhalsontsteking en vleesboom.

### Geneeskundige bijdragen
- Wier schreef over oorzaken en geneeswijzen voor scheurbuik, al liet hij zijn collega's tijdgenoten Johann Echt en Boudewijn Ronsse onvermeld.
- Wier ontwierp een methode voor schedelboringen.
- Wier publiceerde over geslachtsziekten, scheurbuik, pestilentische keelontsteking, pleuritis, peripneumonie, hydrops en verstopping.

### Geloof
Wier werd geboren als Katholiek en evolueerde in de loop van zijn leven naar het Lutheranisme en later naar het Calvinisme.

## Wier als leerling: 1515-1533
Wier werd in 1515 of 1516 geboren in het welvarende vestingstadje Grave in Noord-Brabant als zoon van een groothandelaar in hop. Rond zijn veertiende werd hij inwonend leerling bij de humanist Heinrich Cornelius Agrippa von Nettesheim in Antwerpen, van wie hij zijn brede belangstelling overnam, zijn kritische onafhankelijkheid van denken ten aanzien van de Rooms-Katholieke Kerk en zijn gulzig citeren. Agrippa verhuisde even later met zijn gezin naar Mechelen. In een van zijn boeken beschrijft Wier hoe hij met zijn leermeester in de huisbibliotheek werkte. In Mechelen ontmoette hij wellicht de drukker, astroloog en amateurdokter Jan Thibault.
In september 1530 verscheen bij de Antwerpse drukker Johannes Grapheus Agrippa's Declamatio over de onzekerheid en de ijdelheid van alle wetenschappen en kunsten en over de superioriteit van het woord Gods met als kernboodschap dat wetenschap, kunsten, roepingen en beroepsbezigheden twijfelachtig waren. Tegelijk geeft hij de medische stand en de kerk een veeg uit de pan. De toon en de inhoud van het werk pasten in de traditie van Desiderius Erasmus' Lof der Zotheid of Pico della Mirandola en Juan Vives. Hofpriesters bij Margaretha van Oostenrijk reageerden met een fluistercampagne die leidde tot een onderzoek. Leuvense theologen noemden het werk 'beledigend voor hun vrome ogen'. Om aan zijn schuldeisers en zijn vervolgers te ontsnappen, verhuisde Agrippa in 1532 met Wier naar Keulen en naar Bonn, onder bescherming van prins-bisschop Hermann van Wied. Daar voltooide hij in 1533 zijn driedelig werk over de invloed van demonen. Hij werkte er de hele studietijd van Jan Wier aan en het werk liet beslist sporen na bij de leerling. Agrippa stierf in 1535 in Grenoble, waar hij voor het laatst gezien is in het hôtel particulier van François de Vacho in de Rue des Clercs.

## Periode 1534-1550

### Parijs, Andernach, Grave en Arnhem
Jan Wier studeerde vanaf 1534 medicijnen aan Sorbonne in Parijs bij de professor Johann Winter uit het Duitse Andernach en de arts Jean Fernel uit Montdidier. Waarschijnlijk begon hij net als zijn leermeester Agrippa met de geneeskunst zonder de studie te voltooien. Hij vestigde zich in 1538 als arts in Grave, huwde er voor de eerste maal en werd in 1545 stadsgeneesheer van Arnhem. In 1548 vroeg men hem om advies inzake hekserij. Hoewel Arnhem subsidie ontving van keizer Karel V, kon men in 1550 Wiers salaris niet betalen. Wier die inmiddels een kroostrijk gezin van vijf kinderen onderhield, werd in Kleef hofarts bij hertog Willem V van Kleef, Gulik en Berg.

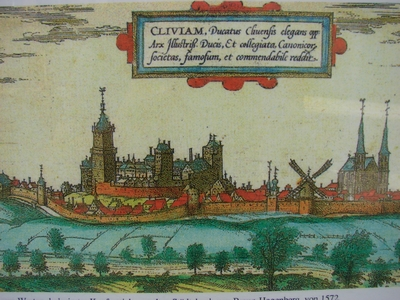
Het slot van Kleef of de Zwanenburcht (omstreeks 1570) in Noordrijn-Westfalen dicht bij de Nederlandse grens werd vermoedelijk in de 11e eeuw gebouwd. De naam Zwanenburcht ontstond in de 19e eeuw, maar de zwanenlegende komt uit de middeleeuwen. Gravure van de Vlaamse cartograaf Frans Hogenberg.

### Gezin
Wier huwde twee keer, rond 1540 met Judith Wintgens, mogelijks uit de Kampense muntmeesterfamilie. Na de dood van Judith in 1572 (tijdens het beleg van Kampen?) huwde hij Henriette Holst. Hij had één dochter, Sofie en vier zonen: de oudste was Diederik en werd genoemd naar zijn grootvader, net zoals zijn tweede zoon Hendrik (-1591). Die werd lijfarts van de keurvorst van Trier, zijn derde zoon noemde hij naar Galenus, de Grieks Romeinse arts uit de tweede en derde eeuw die hij bewonderde. Galenus Wier (1547-1619) werd armenarts in Kleef tot hij in 1578 zijn vaders taak overnam als hofarts. Zijn jongste zoon Johan werd opperrechter in Hoge Palts.

## Hofarts van 1550-1578
In april 1550 wordt hij hofarts bij hertog Willem V van Kleef. Een tijdgenoot omschreef de hertog als een voortreffelijk vorst, sterk van lijf en gemoed, handig bij het steekspel en enthousiast over de jacht op groot wild. De hertog huwde de vijftienjarige Maria van Oostenrijk in juli 1546.

### Het grondgebied en het hof
Willems grondgebied lag in het centrum van het Heilige Roomse Rijk en omvatte naast de drie hertogdommen de graafschappen Mark en Ravensberg en de heerlijkheid Ravenstein. In de zomer verbleef de hertogelijke familie in Kleef. In de herfst verhuisde het hof naar Hambach of Jülich en 's winters naar Bensberg of Düsseldorf.
Wier verbleef met zijn gezin in Kleef en reisde bij momenten het gezelschap achterna. Druk had hij het er aanvankelijk niet, op de geboorte van de zeven kinderen na, waaronder Marie Eleonore, die de hertogin tussen 1550 en 1562 op de wereld zette. Aan het hof leerde hij er de Italiaanse hofarchitect familie Pasqualini, de hofcomponist Martin Peudargent uit Hoei, Stephanus Pighius en diverse wetenschappers en literatoren kennen. De hertog plande een universiteit en trok intellectuelen aan: in de jaren vijftig werd de classicus Georgius Cassander uit Pittem hoftheoloog, Gerard Mercator vestigde zich in 1552 in Duisburg en trad in 1560 als wiskundige en later als cartograaf in dienst van de hertog.

### Galerij

Wapenschild van Hertog Willem van Kleef, Gulik en Berg
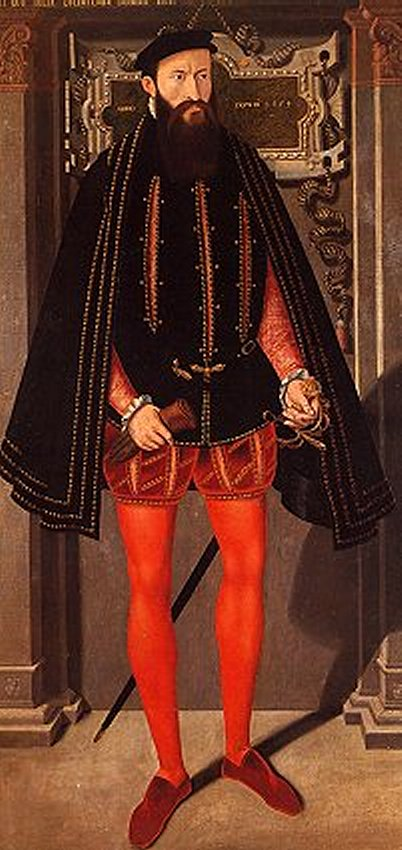
Hertog Willem van Kleef, Gulik en Berg
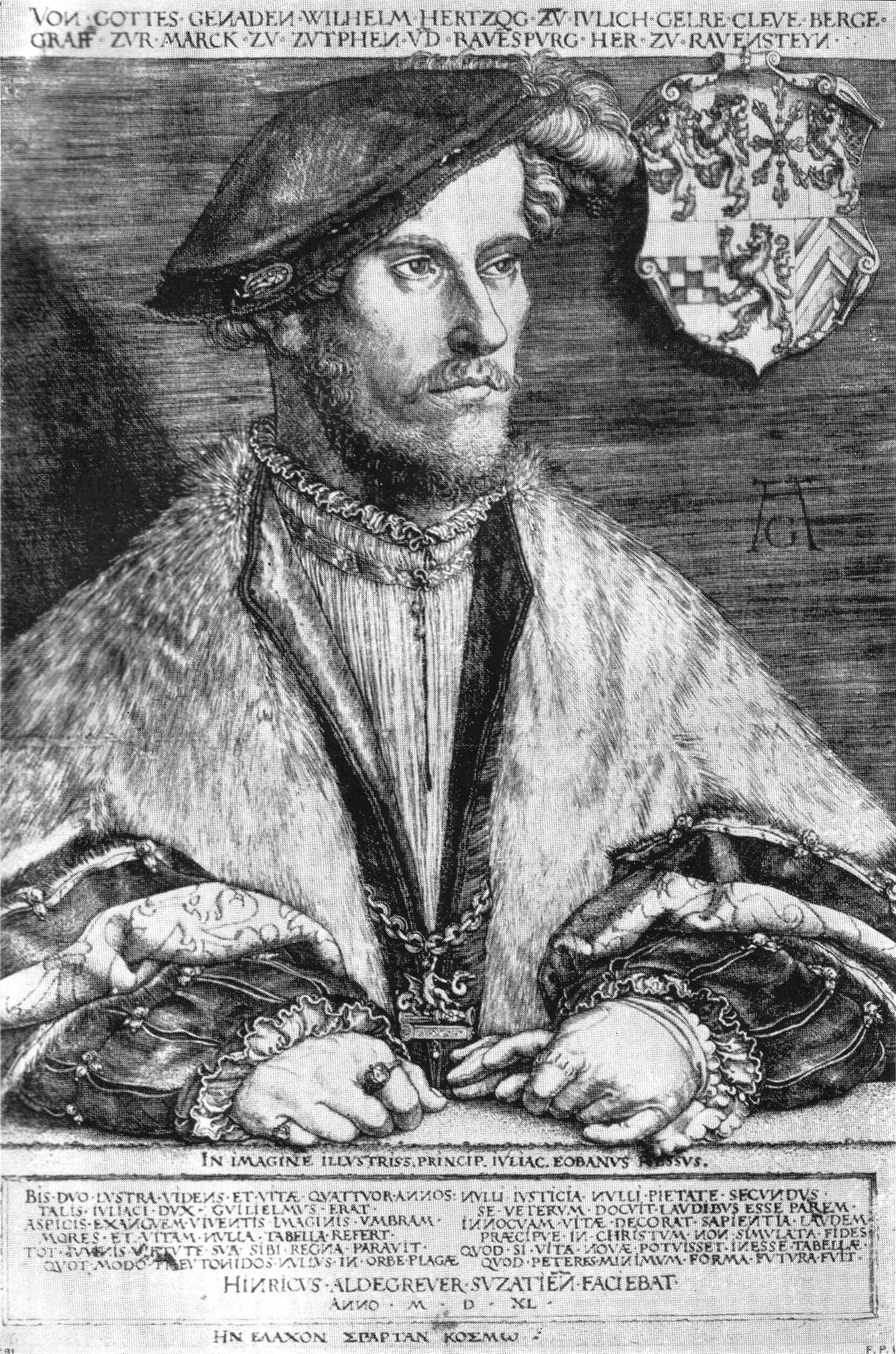
Hertog Willem van Kleef, Gulik en Berg
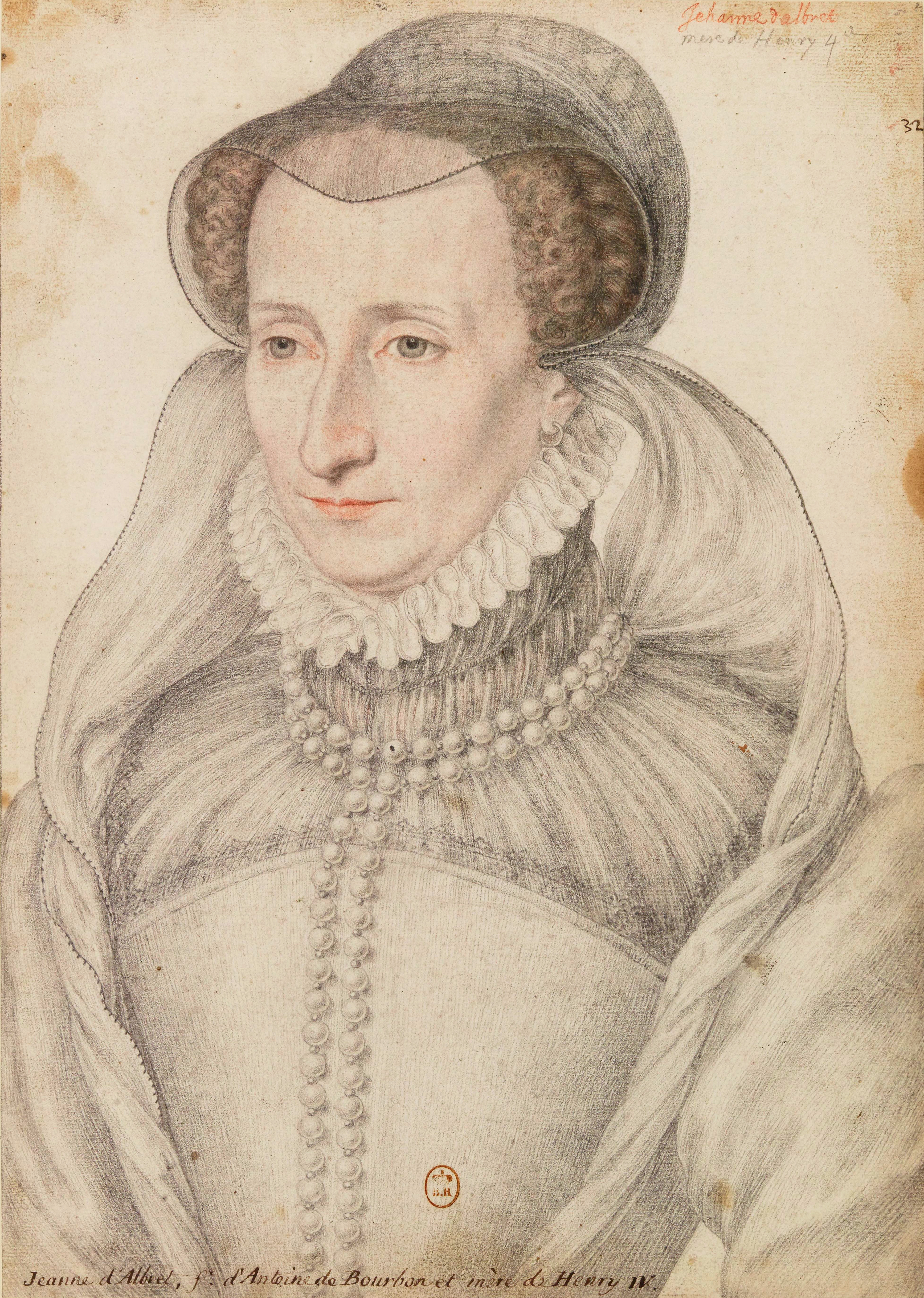
Jeanne III van Navarra
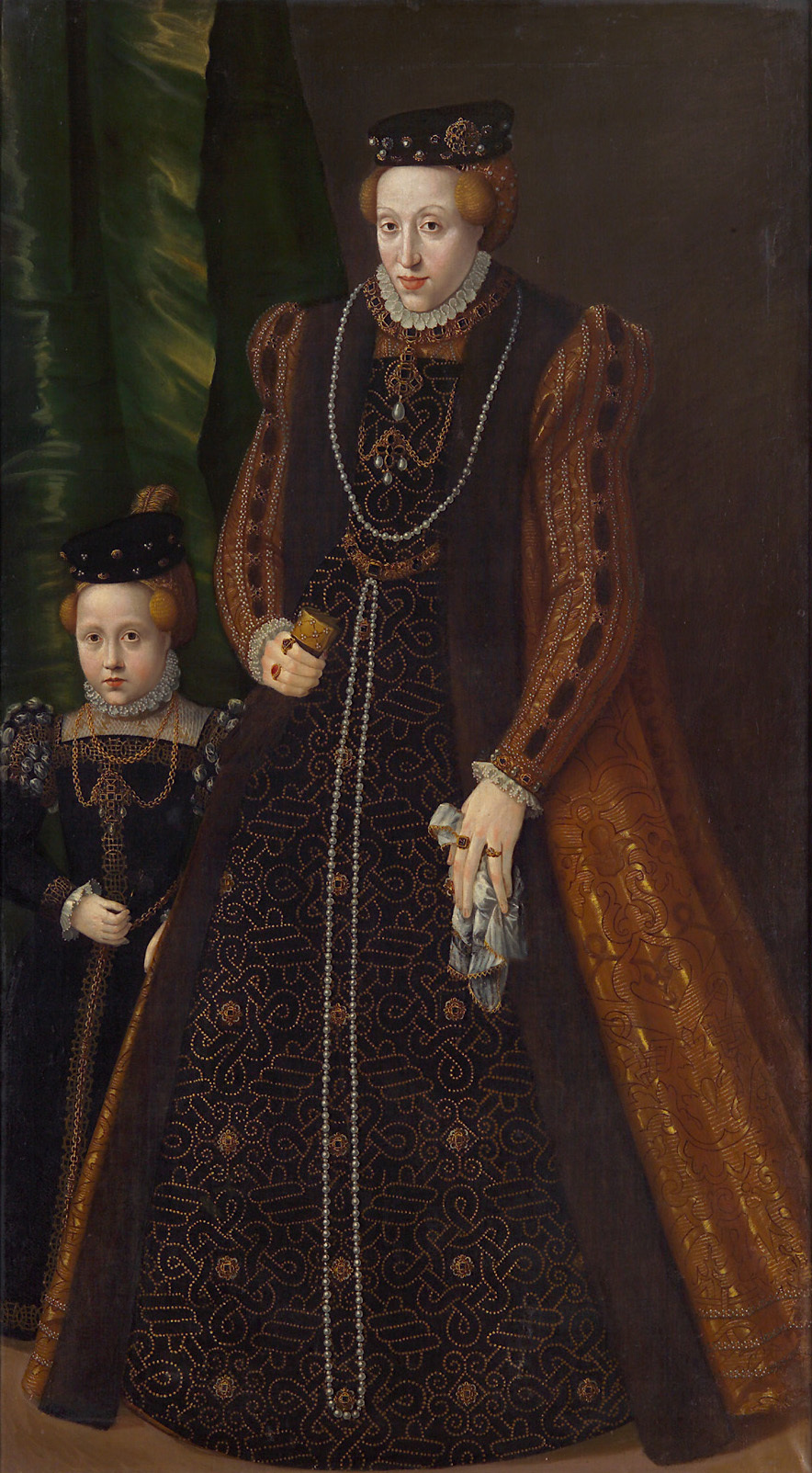
Maria van Oostenrijk
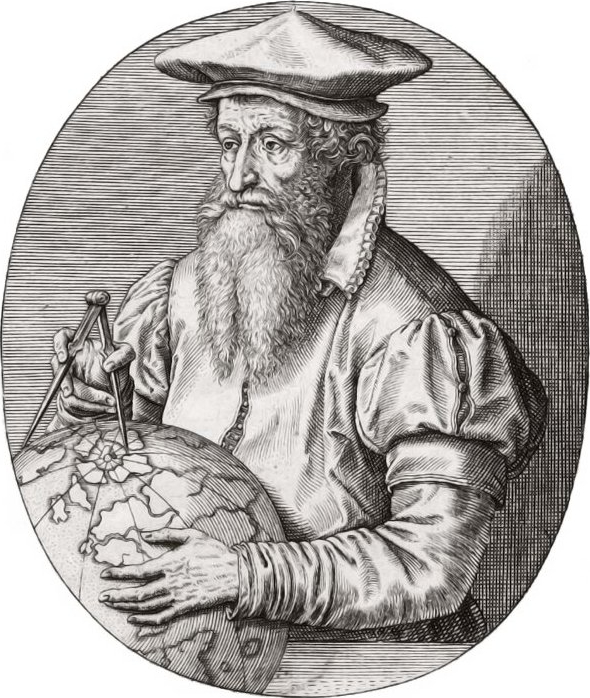
Gerard Mercator
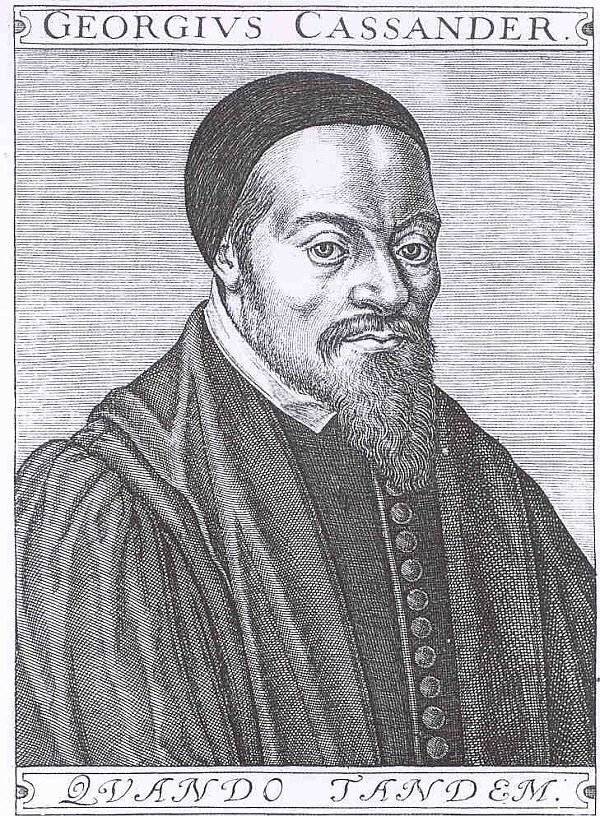
George Cassander
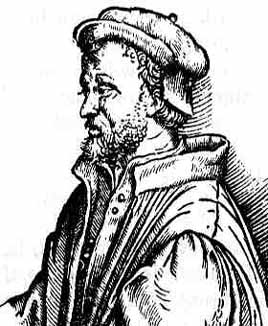
Wier citeerde vaak Girolamo Cardano
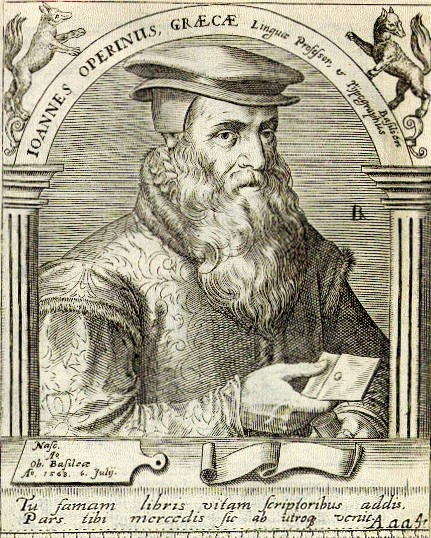
Johannes Oporinus (Gravure Theodor de Bry publiceerde werk van Wier)
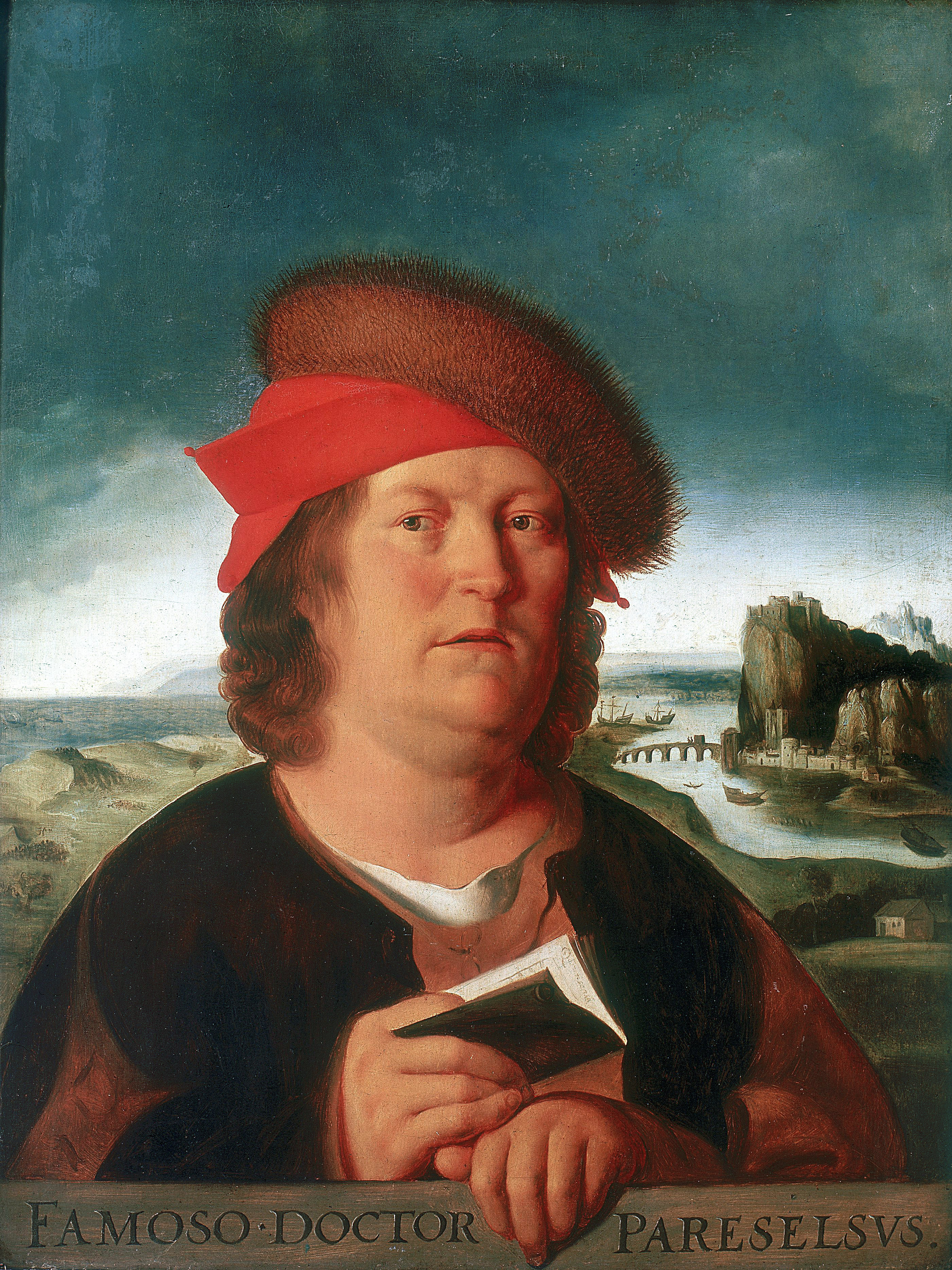
Paracelsus
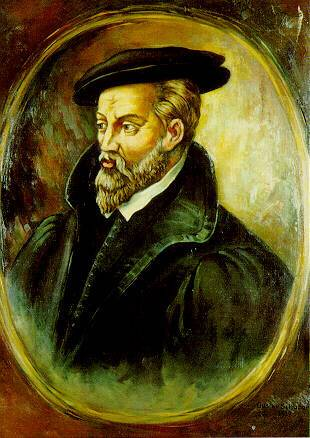
Georgius Agricola
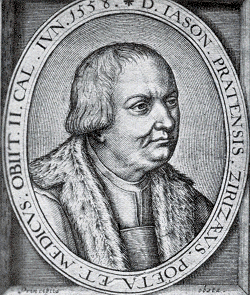
Jason Pratensis
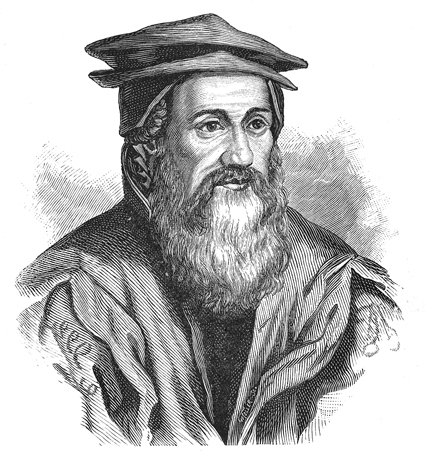
Conrad Gessner
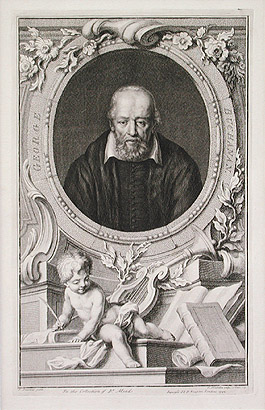
George Buchanan door Jacobus Houbraken

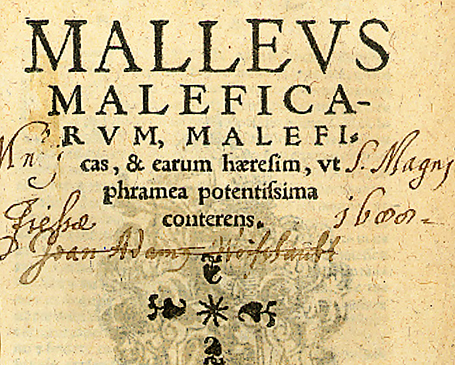
Zevende editie van de Malleus Maleficarum uit Keulen, 1520. Het is geschreven in 1485-1486 door Henricus Institoris. Institoris voegde Jacob Sprenger toe als auteur om het boek bekendheid te geven. Wier rekent af met dit handboek die de heksenjacht opende.

### De Praestigiis DaemonumofBedriegerijen van de Duivel
Als in 1562 de heksenvervolgingen geleidelijk aan opnieuw oplaaiden, trok Wier zich terug op het slot Hambach, bij Gullik en bestudeerde er het probleem.
Wier las gulzig: van Jason Pratensis of Jason van Praet las hij een boek over hersenziektes De cerebri morbis uit 1549. Van Georg Bauer of Georgius Agricola leerde hij ondergrondse kaboutergeesten kennen die het gemunt hadden op mijnwerkers. Van de Italiaanse filosoof en medicus Pietro Pomponazzi las Wier het Boek over de oorzaken van wonderlijke natuurverschijnselen of over de betoveringen en leerde dat inbeelding, geestelijke stoornissen of bedrog aan de basis kunnen liggen van ziektes, een standpunt dat gedeeld werd door Konrad Gesner die het had over de 'aardse' oorzaken van duivelse verschijningen. Olaus Magnus' Geschiedenis van de noordelijke volkeren uit 1554 beschreef zwervende weerwolven die wijnkelders openbraken en zich bezopen.
Een jaar later mondde zijn studie uit in De Praestigiis Daemonum, et Incantatiponibus Ac Veneficiis, libri V of de Vijf boeken over de Bedriegerijen van de Duivel en Betoveringen en Vergiftigingen. Het verscheen in Basel bij Johannes Oporinus die in 1543 de Zeven boeken over de bouw van het menselijk lichaam van Vesalius publiceerde. Met het vijfdelige boek nam hij de Malleus maleficarum driekwart eeuw na zijn verschijnen onder vuur. De bevriende geleerde Andreas Masius las het na. In november 1563 was het boek uitverkocht, schreef Wier in een brief aan zijn vakgenoot, de stadsarts van Gouda, Boudewijn Ronsse. Er kwam een tweede druk in 1564 en het werd vertaald in het Duits en Frans. Latijnse en steeds weer bijgeschaafde uitgaven volgden in 1564, 1565, 1568, 1577 en 1583. Het boek maakte Wier zo beroemd dat de historicus Heinrich Pantalon een lemma aan hem besteedde in zijn Prosopografiën van de helden en beroemde mannen van heel Duitsland uit 1565.

#### De blik van Wier
In De Praestigiis Daemonum bekeek Wier hekserij medisch en juridisch. Juridisch concludeerde hij de onhoudbaarheid van de heksenvervolging omdat martelingen de geloofwaardigheid van de bekentenissen in twijfel trekken. Medisch gezien betrof het vaak zieke en oude vrouwen, met wanen. Naar zijn mening waren ze ontoerekeningsvatbaar. Heksenvervolgingen waren aldus een Satanswerk en een smaad voor het christendom. Wier baseerde zijn heksenleer op de geschriften van een tijdgenoot van hem, Girolamo Cardano.

#### Motieven
Wier zag de heksenprocessen als het werk van Satan en een blamage op het Christendom. De duivel verblindde de beulen, de rechters en de bestuurders. Hij motiveerde zijn strijd tegen de waan uit medelijden met:
1. wie de duivel in zijn hoge ambt verblindde,
2. patiënten die door de duivel bezeten zijn,
3. de slachtoffers die "onbarmhartig met vuur en vlammen gepijnigd en om het leven gebracht worden".

#### Oude vrouwen, geen mannen
Wier wees op de rechters die mannelijke tovenaars vooral niet veroordeelden. Sommige zwendelaars in de geheime wetenschappen lieten zich betalen aan vorstelijke hoven. Zwakke, arme, oude of ongeletterde vrouwen werden bestraft."Heksen zijn oude vrouwspersonen, meestal van gebrekkige conditie en bedaagde leeftijd, niet geheel bij zinnen, werkzame ellendige stumpers, in wier fantasie en verbeelding, als zij met melancholie beladen of moedeloos zijn, de duivel als zeer subtiele geest binnensluipt en zich verstopt. Hij beeldt hen door zijn verblinding en voorspiegelingen allerlei ongeluk, schade en verderf, die andere mensen zouden hebben getroffen, zo sterk in, dat zij geloven dat zij het gedaan hebben, terwijl zij aan deze dingen volmaakt onschuldig zijn. (...) De heksen hebben hun verstand verloren door hun hoge leeftijd, door wanhoop en ellende, door het gebrek van hun fantasie, door de zalven die hen razend maken en door de inwerking van de duivel. Zozeer dat zij bekennen wat zij onmogelijk konden doen. Zo storten zij zich uit vrije wil in de dood, wat iemand met gezond verstand, hoe onstandvastig van geest hij ook is, nooit zou doen, want van alle verschrikkingen is het ergste de dood. De dood wensen is iets voor krankzinnigen, dwazen en kinderen."

### Ervaringen

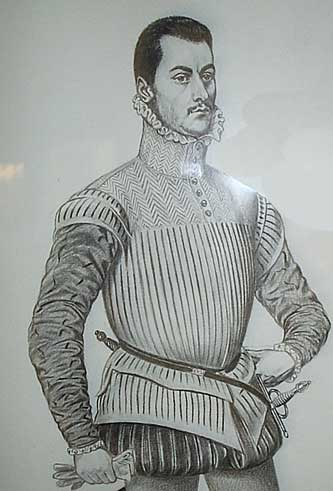
In 1563 adviseert hij graaf Willem van den Bergh over een bejaarde heks. Wier onderzocht de heks empirisch en op basis van zijn advies schenkt de graaf haar de vrijheid.

#### Een vrouwenklooster in Keulen
Eind mei 1565 onderzocht hij samen met vier andere commissieleden de bovennatuurlijke gebeurtenissen in het vrouwenklooster Nazareth in Keulen: onverklaarbare krampen, giechelbuien, doodsklokken die vanzelf luidden, zusters die bewusteloos neervielen en met hun onderlichaam liefde bedreven met onzichtbare figuren,... De commissie ontdekte dat zuster Gertrudis liefdesbrieven schreef en dat jonge mannen 'vriendschap' sloten met enkele zusters. Nadat ze betrapt waren op hun seksuele escapades en het verbod intrad, begonnen erotische hallucinaties.

### Na 1566

#### Zeldzame medische waarnemingen
In maart 1564 was Wier in Düsseldorf bij een zekere Helwicha die tijdens het handwerken naalden inslikte. Hij rapporteerde er over in het door Theodor Zwinger nagelezen Zeldzame medische waarnemingen. Het werk verscheen in 1567 en bracht Wier in een positie waar hij zich kon meten met 'top' geleerden. De beroerte van Willem van Kleef zorgde er in september 1566 (midden de Beeldenstorm in de Lage Landen) voor dat hij zijn hertogdom niet langer kon besturen, dat het universiteitsplan opgeborgen werd en dat het hof uiteenviel in katholieken en protestanten. De katholieke restauratie verving de protestantse hofpredikant Gerhard Veltius door Heinrich Hummel en snoerde Wier een decennium de mond: van Wier verschenen geen nieuwe boeken meer, enkel heruitgaven.

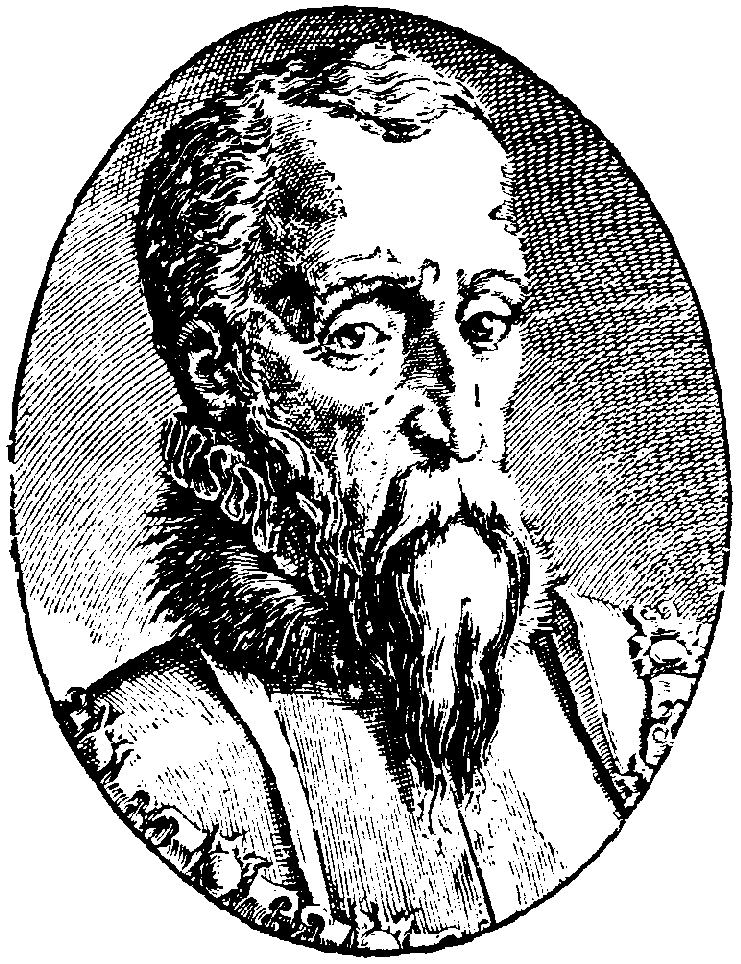
De Tachtigjarige Oorlog brengt de hertog van Alva naar de Nederlanden. Die vreesde dat er zich in Kleef, Gulik en Berg opstandelingen schuil hielden. Daarom stuurt Filips II een spion naar Kleef om de Duitse inmenging in de gaten te houden. Ook Jan Wier genoot zijn aandacht.

#### De escalerende Tachtigjarige Oorlog
Na de beeldenstorm, het aantreden van de hertog van Alva als landvoogd in 1567 en de terechtstelling van Egmond en Hoorne op de Brusselse grote markt in de zomer van 1568 vreesde men in Vlaanderen dat er zich in Kleef, Gulik en Berg opstandelingen schuil hielden. Johan Baptist van Tassis, een telg uit de adellijke familie die het postwezen uitbouwde, arriveerde als spion in Kleef in mei 1568 om de Duitse inmenging bij de opstand te observeren. Mogelijks had zijn missie oog voor de nieuwe en aangepaste editie van Over duivelse begoochelingen, met een nooit geziene kritiek op de Rooms-Katholieke Kerk en de verdediging van de ketters. Bovendien spioneerde Wiers oudste zoon Diederik mogelijk voor de rebellen en had hij een actieve inbreng tijdens het beleg van Haarlem in 1572 en 1573.

#### Over gramschap
Tijdens dat beleg schreef Wier het Boek over de ziekte gramschap, en haar filosofische, medische en theologisch behandeling of De ira morbo, eiusdem curatione philosophica, medica & theologica liber waarin hij de wandaden van de Spaanse legers, de bezetting, de overheersers en de Parijse Bloedbruiloft uit 1572 aan de kaak stelde, verpakt in een medisch traktaat over gramschap. Hij betoogde dat de Spaanse soldaten een voorbeeld moesten nemen aan sultan Saladin die op 2 oktober 1187 de kruisvaarders versloeg in Jeruzalem. Het boek zou in 1577 verschijnen. Hij droeg het op aan graaf Herman van Nieuwenaar en Meurs, die hem geregeld te gast had op zijn Slot Bedburg en in 1572 een leger op de been bracht voor Willem van Oranje.

#### Een publicatiegolf in 1577
In 1577, toen de katholieke restauratie aan het hof stilviel, verscheen een reeks boeken:
- De Lamiis Liber of het 'Boek over de Heksen'. In 1582 zou het een tweede editie kennen.
- Apologia of 'Verweerschrift'
- Pseudomonarchia daemonum of De schijnheerschappij der duivels waarin hij alle duivels opsomt met hun bezweringen, hun handlangers, hun kunsten en gedaantes.
- De commentittiis ieiuniis of 'Over het voorgewende vasten'. In 1582 volgde een tweede editie.

## Na de hofpraktijk tot zijn dood in 1588
In 1578 eindigde zijn hofartspraktijk en volgde zijn zoon Galenus hem op. Hij schreef nog een boek en De Praestigiis kwam opnieuw op de Index van Verboden Boeken terecht. Zonder de bescherming van het Kleefse hof was Wiers vervolging denkbaar. In 1580 verscheen zijn Artsenijboek dat hij opdroeg aan Anna von Tecklenburg. In 1583 verscheen een tweede editie waarin hij (soms onterecht) beweerde een aantal ziektes als eerste te beschrijven: de Engelse zweetziekte, Iliacas passio (een darmobstructie), Lopende varen (een aandoening van het zenuwstelsel), wondroos, Nachtgriff (heup- of rugpijn), syfilis en de pestilentische hoest of de eerste gedocumenteerde pandemie in 1580. In de jaren tachtig ging het niet goed met Wier: mensen uit zijn onmiddellijke omgeving overleden, financieel ging het bergaf en zijn gezondheid ging achteruit. Hij overleed op 24 februari 1588 ver van huis bij een bezoek aan de zieke graaf Arnold Von Bentheim in Tecklenburg. Hij was tweeënzeventig en werd er begraven in de later verwoeste slotkerk.

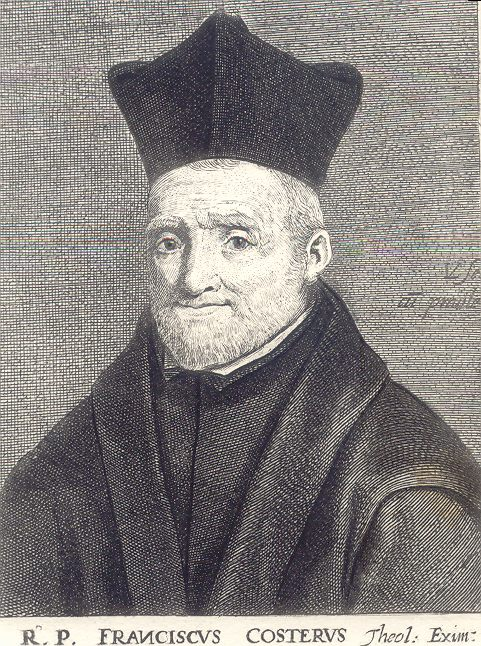
Franciscus Costerus of de ketterhamer behoorde tot de eerste jezuïetengeneratie en preekte succesvol tegen andersdenkenden. Tussen 1598 en 1616 bundelde hij zijn preken van de laatste 25 jaar in Catholijcke Sermoonen.

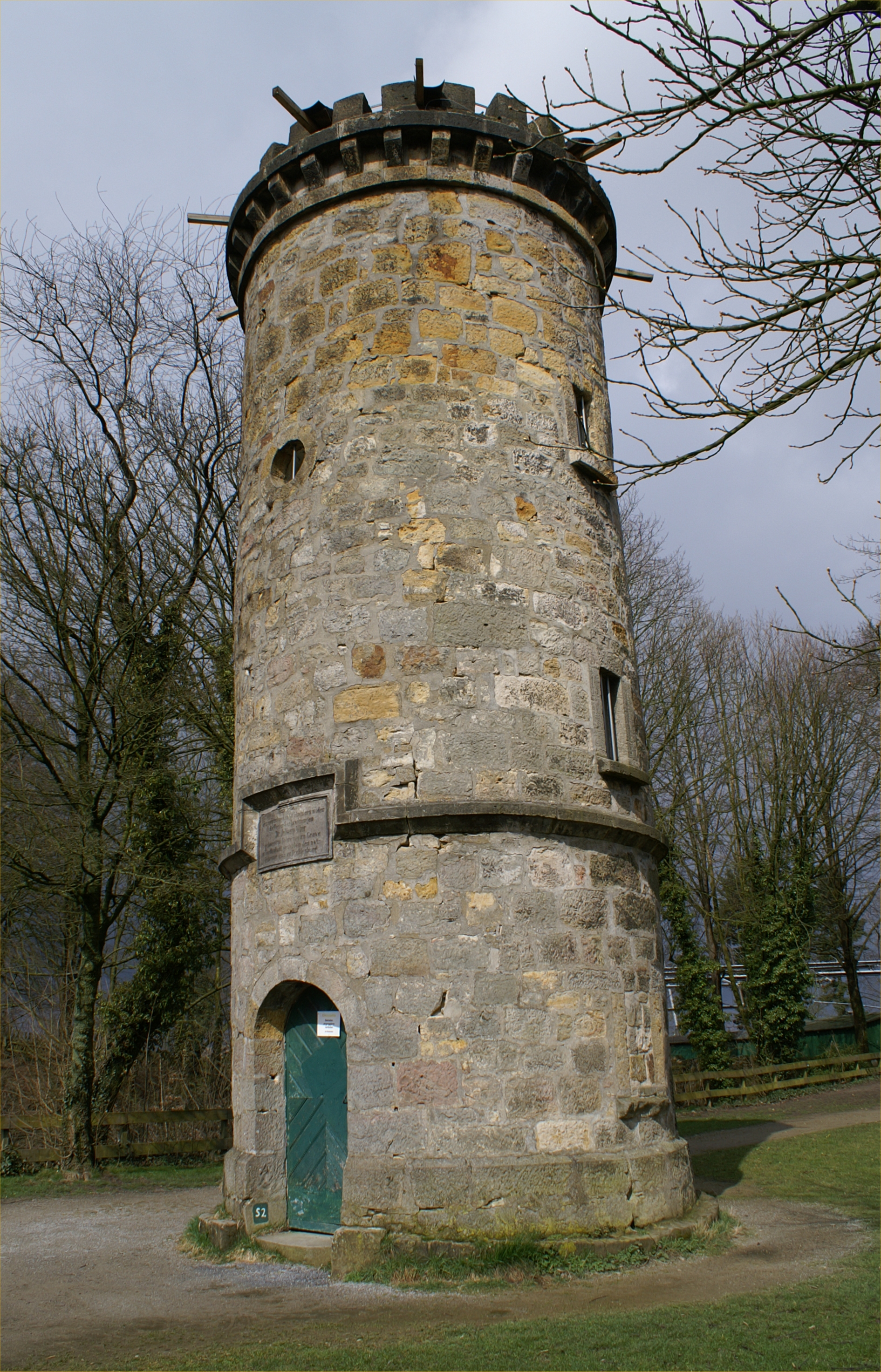
De Wiertoren in Tecklenburg

## Kritiek
Jan Wier kreeg zowel tijdens zijn leven als na zijn dood uit de diverse hoeken kritiek, zijn voornaamste tegenstanders waren de invloedrijke Franse jurist en econoom Jean Bodin, Binsfeld en de duivelkenners Martin del Rio en de exorcist Philipp Ludwig Elich. Ze beschuldigden hem ervan een ketter, een tovenaar, een duivelsknecht of een heksenmeester te zijn.

#### Delrio
Martin Delrio actualiseerde de Heksenhamer met zijn publicatie Disquisitiones magicae waarin hij Wier verdacht maakte een heksenmeester te zijn. "Het gaat de duivel uitstekend, ten gevolge van de bemoeiingen van Wier en zijn aanhangers die tegen de inquisiteurs optreden met de bewering dat dit alles een dwaze inbeelding zou zijn." Voor Delrio stond het vast dat Wier een satansspel speelde en faam genoot in de hel.

#### Bodin
Jean Bodin werkte scherpzinnig op de zwakke plekken in het werk van Wier, bestempelde de melancholietheorie als een 'pueriele' sofisme en ondermijnde Wiers relatie met zijn leermeester tovenaar Agrippa von Nettesheim waarmee Wier samen sliep.

#### Costerus
De Zuidelijke Nederlanden bleven tot ver in de 17de eeuw heksen verbranden. Wie twijfelde aan het demonische heksenconcept, noemde de jezuïet Franciscus Costerus in zijn Catholiicke Sermoonen in 1604 volgelingen van Wier.

## Herinnering

### Voortzetting van zijn werk
Na de dood van Wier volgden weinig herdrukken van zijn werk en manifesteerden zich geen grote figuren die opkwamen tegen de heksenwaan. Christoph Besold, de advocaat in het heksenproces tegen Katharina Kepler gebruikte Wiers ideeën in de zeventiende eeuw. De Traktaten over scheurbuik en het Artsenijboek met een herdruk in 1599 vormden een uitzondering. In 1659-60 zag de Amsterdammer Pieter Montanus of Pieter van den Berghe het als zijn taak om van de 'weggedeemsterde Wier' een verzameld werk uit te brengen in de Opera Omnia. De hoogleraar Martinus Schoock uit Groningen schreef de voorwoorden, Melchior Adam de biografie en de Haarlemse glaskunstenaar, tekenaar en koperetser Pieter Holsteyn de jongere tekende het portret.
Na de Verlichting rees in de eerste helft van de 19e eeuw rees mede onder invloed van de Romantiek, waarin sagen, sprookjes en volksverhalen populair werden, de belangstelling voor de heksen en heksenprocessen in het verleden. De Duitse schrijver Ludwig Tieck (1773-1853) beschreef in zijn Der Hexensabbath (1831) gebaseerd op historische gebeurtenissen het ontstaan van een heksenwaan. In de slotwoorden daarvan verwijst Tieck naar Thomasius en Spee, denkers die in Duitsland een rol speelden die vergelijkbaar was met die van Johannes Wier in Nederland.

### Twintigste eeuw
Sigmund Freud kende en waardeerde het werk van Wier, zonder dat hij er vaak naar verwees, net zoals hij de Malleus Maleficarum kende, waardoor hij hekserij psychologisch en niet demonologisch bekeek. De historicus en media-wetenschapper Kurt Baschwitz noemde Wier 'het genie van het gezond verstand.' Baschwitz besteedde veel aandacht aan Johannes Wier in zijn uitgebreide studie uit 1948 ´De Strijd met den Duivel - De heksenprocessen in het licht der massa-psychologie´. De moedige niet-aflatende strijd van deze "onverschrokken doctor" tegen het bijgeloof en de heksenwanen en -processen loopt als een rode draad door Baschwitz' studie.

### In het straatbeeld
- Op de kerk in Tecklenburg is een gedenkplaat en in 1884 werd een Wiertoren opgericht.
- Tilburg heeft een Johannes Wierhof
- Grave kent een Dr. Wierstraat
- Den Dolder kent een Johannes Wierlaan
- Haarlem en Barendrecht hebben een Johannes Wierstraat
- In Jülich (Duitsland) is er een Dr. Weyer Strasse
- In Düsseldorf is er een Johannes Weyer Strasse

### Andere
- In Duitsland reikt de 'Ärztekammer Nordrhein' een 'Johannes-Weyer-Medaille' uit aan verdienstelijke leden.
- In 1960, het Nederlandse jaar voor de Geestelijke Volksgezondheid, stond zijn portret op een postzegel van 30 cent.
- Het Ionnes Wierus Instituut (sinds 2001) is naar hem genoemd, net zoals diverse afdelingen in psychiatrische ziekenhuizen.
- In 1986 is de Johannes Wier Stichting opgericht als mensenrechtenorganisatie van en voor artsen, tandartsen, verpleegkundigen en paramedici. De stichting maakt deel uit van de International Federation of Health and Human Rights Organisations.